# Hans Lippmann

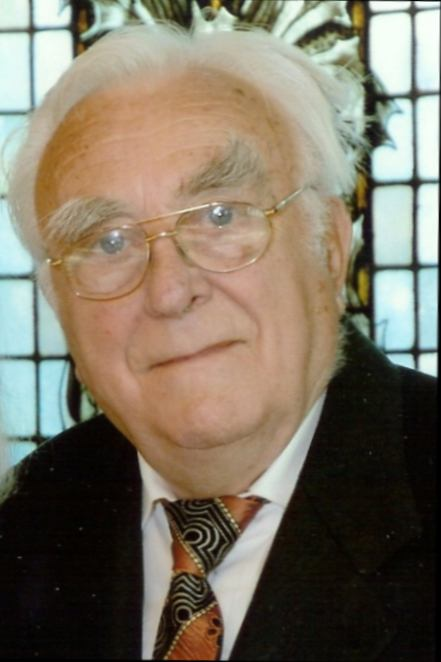
Hans Lippmann 2007

Hans Herbert Otto Lippmann (* 24. Mai 1928 in Chemnitz; † 17. November 2007 ebenda) war ein deutscher Physiker. In den Anfängen der Mikroelektronik in der DDR war er einer der engsten Mitarbeiter von Werner Hartmann und war am Entstehen der Mikroelektronik in Sachsen beteiligt.

## Leben

### Ausbildung
Im Jahre 1946 begann Hans Lippmann sein Studium der Physik an der Universität Leipzig. Er besuchte unter anderem die Mathematikvorlesungen bei Ernst Hölder, grundlegende Physikvorlesungen bei Estel bzw. Christian Fischer, Chemie bei Leopold Wolf und physikalische Praktika bei Waldemar Ilberg und Christian Fischer, theoretische Physik / Quantentheorie bei Bernhard Kockel. Er diplomierte im März 1952 mit einem Versuchsaufbau zum Nachweis der Kernspinresonanz in der von Felix Bloch angegebenen Variante bei Artur Lösche.
Nach seinem Studium arbeitete er als wissenschaftlicher Assistent am Physikalischen Institut. In dieser Zeit bestand seine Forschungsarbeit in weiterführenden Arbeiten zur magnetischen Kernresonanz. Artur Lösche empfahl ihm zur Bearbeitung einer Dissertation eine Apparatur zur Aufzeichnung von Breitlinien-Kernresonanzabsorptionskurven und ihre Anwendung auf die Protonen in Flüssigkeiten vom Typ p-Azoxyanisol. Es sollte möglich sein, den Ordnungszustand solcher im Magnetfeld geordneter Phasen aus der Form und Breite des Kernresonanzsignals zu bestimmen. Bei der Konzipierung und dem Aufbau des Kernresonanzspektrometers kam u. a. ein Schmalbandverstärker mit Doppel T-Glied und ein neuartiger Lock-in-Verstärker zum Einsatz, über den er 1953 in der damals von Franz Xaver Eder gegründeten Zeitschrift „Experimentelle Technik der Physik“ eine Veröffentlichung schrieb. Auch war eine Einarbeitung in die Flüssigkristallthematik erforderlich, bei der es zu einer Zusammenarbeit mit Wilhelm Maier (Albert-Ludwigs-Universität Freiburg) kam.
Nach umfangreichen Vorbereitungen begann Hans Lippmann im Jahre 1956 mit dem endgültigen Mess- und Auswerteprogramm. Dabei konnten die Messungen wegen der Empfindlichkeit der Mikrophone und der durch den Straßenbahnverkehr außerhalb des Instituts bedingten elektrischen Beeinflussungen fast nur nachts durchgeführt werden. Für die mathematischen Auswertungen musste Lippmann mit einer elektromechanischen Rechenmaschine zufrieden sein. Lippmann reichte seine Dissertationsschrift „Magnetische Kernresonanz in kristallin-flüssigen Phasen - Zur Frage des Ordnungsgrades magnetisch geordneter Proben des pp-Azoxyanisols“ im Frühsommer 1957 ein und bereitete sich auf die mündlichen Prüfungen in Physik (Waldemar Ilberg), Physikalische Chemie (Staude) und Anorganische Chemie (Wolf) vor. Am 12. Dezember 1957 bestand er die Prüfung und erhielt den Grad eines Doktors der Naturwissenschaften.

### Arbeit in der Industrie und bei der Arbeitsstelle für Molekularelektronik

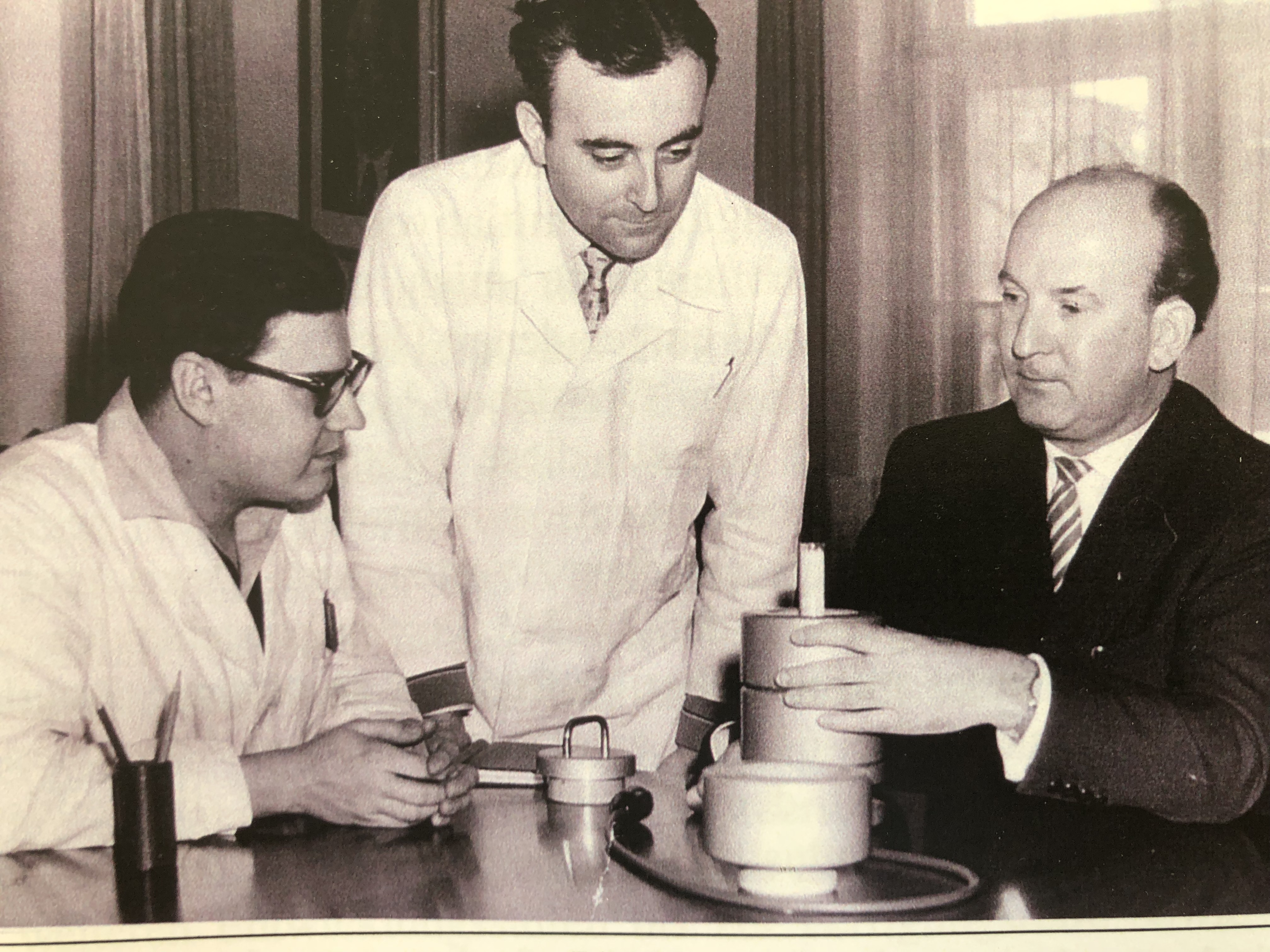
VEB Vakutronik, Hans Lippmann mit Werner Hartmann und Herrn Wisch

Im März 1958 trat Lippmann eine Stelle als Leiter der Abteilung Kernphysikalische Laborgeräte im VEB Vakutronik in Dresden unter dem Hauptentwicklungsleiter Werner Hartmann an. 1963 wechselte er an die 1961 von Hartmann neu geschaffene Arbeitsstelle für Molekularelektronik (AMD). Mit seinem Antritt wurde die Gruppe (später Abteilung) Grundlagen neu gebildet, deren Aufbau und Leitung ihm von Hartmann übertragen wurde. Kern der Forschungstätigkeit waren Arbeiten an Dünnschichtelementen (DSFET - Dünnschicht-Feld-Effekt-Transistor). Die Ergebnisse der ersten Versuchsreihen zu den Dünnschicht-Feld-Effekt-Transistoren sprachen jedoch gegen eine Einbeziehung der aktiven Dünnschichtelemente in die integrierte mikroelektronische Chiptechnologie. Der zunehmende Zwang zur Bereitstellung führte in Verbindung mit dem Kapazitätsmangel im Hause AMD zur Grundsatzentscheidung, die Arbeiten zugunsten der monolithischen Si-Technik mit halber Kapazität bis Ende 1970 zu Ende zu bringen.

### Arbeiten in Lehre und Forschung TH/TU Karl-Marx-Stadt/TU Chemnitz
1969 wurde Lippmann Honorarprofessor am Institut für Technische Physik der TH Karl-Marx-Stadt (Rektor Christian Weißmantel) und 1971 ordentlicher Professor für Dünnschicht- und Bauelementephysik / Physik dünner Schichten. Es gab aber auch eine weitere Zusammenarbeit mit der Arbeitsstelle für Molekularelektronik. 1979 erlangte er die Promotion B (Habilitation) mit der Arbeit „Physikalische und technologische Probleme der Dünnschichttransistortechnik“. Von 1980 bis 1985 arbeitete er an der Entwicklung der Mehrebenen-Leitbahn und dem Kontaktsystem für die VLSI-Technik.
In der Wendezeit wurde Lippmann 1990 mit der Wahrnehmung der Funktion des Prodekans der Fakultät Elektrotechnik beauftragt. 1991 wurde er zum Dekan gewählt. Infolge des Ausscheidens ehemaliger wichtiger Hochschullehrer durch Tod oder wegen Stasi-Mitarbeit und im Zusammenhang mit der Neustrukturierung der Universität oblagen ihm wesentliche Aufgaben bei der Neuprofilierung des Wissenschaftsbereiches.
1992 wurde er durch Neuberufung Professor für Festkörper- und Optoelektronik. Am 30. September 1993 wurde er emeritiert.

## Familie
Hans Lippmann war verheiratet mit Dorothea Lippmann. Aus der Ehe gingen die Söhne Hans-Christian und Reinhard Lippmann hervor.

## Auszeichnungen
- 1987: Nationalpreis der DDR III. Klasse für Wissenschaft und Technik